# Watsonieae
Watsonieae je biljni tribus u porodici perunuikovki, dio potporodice Crocoideae. Predstavnici ovog tribusa (153 vrste) rašireni su uglavnom po južnim dijelovima Afrike; tipični rod je vatsonija (Watsonia) s pedesetak vrsta vazdazelenih trajnica.

## Rodovi
1. Watsonia Mill., vatsonija, (53 spp.)
2. Pillansia L. Bolus (1 sp.)
3. Thereianthus G. J. Lewis (11 spp.)
4. Micranthus (Pers.) Eckl. (7 spp.)
5. Codonorhiza Goldblatt & J. C. Manning (7 spp.)
6. Savannosiphon Goldblatt & Marais (1 sp.)
7. Cyanixia Goldblatt & J. C. Manning (1 sp.)
8. Schizorhiza Goldblatt & J. C. Manning (1 sp.)
9. Lapeirousia Pourr. laperuzija, (27 spp.)
10. Afrosolen Goldblatt & J. C. Manning (15 spp.)